# Miha Gričar
Miha Gričar - Mile, slovenski partizan (tovarniški delavec), * 5. februar 1903, Otočec (Št. Peter pri Novem mestu), † 14. marec 1944, Cerovo.
V NOV in POS je vstopil 9. septembra 1943. Kot pripadnik 12. slovenske narodnoosvobodilne brigade je bil eden izmed odposlancev, ki so se udeležili Zbora odposlancev slovenskega naroda v Kočevju.